# Dinocryptus flavipennis
Dinocryptus flavipennis là một loài tò vò trong họ Ichneumonidae.